# Friedrich Georg Oye

Friedrich Georg Oye (1779)

Friedrich Georg Oye (* 30. Januar 1760 in Hadersleben; † 3. Januar 1797 in Schleswig) war ein deutscher Verwaltungsjurist, Zeichner und Radierer.

## Leben
Oye war Sohn des Hardesvogten der Tyrstrupharde im Amt Hadersleben Detlev Friedrich Oye († 1781). Er besuchte bis 1775 das Gymnasium Johanneum in Hadersleben und studierte ab 1776 Rechtswissenschaften an der Universität Kiel und 1778 bis 1780 an der Universität Göttingen.
Aus seiner Studienzeit in Göttingen ist sein Schattenriss von 1779 in der Silhouetten-Sammlung Schubert in der SUB Göttingen überliefert. Während seines Studiums in Kiel sind eigene Zeichnungen Oyes in Stammbüchern seiner Kommilitonen bei seinen Einträgen in diese überliefert; so im Stammbuch des Nikolaus Outzen und dem Stammbuch des späteren Amtsverwalters in Hütten Hieronymus Kamphövener (1757–1824). In Göttingen versuchte er sich im engen Austausch mit seinem Consemester Ludolph Friedrich von Laffert als Radierer-Dilettant und stach um 1778/1779 kleinformatige Abbilder seiner Göttinger Kommilitonen, von denen zumindest sechs in der Herzog August Bibliothek verwahrt und im Virtuellen Kupferstichkabinett gezeigt werden. Darunter eine dem Subsenior der Hannoverschen Landsmannschaft Friedrich Ernst von Stoltzenberg gewidmete Szene, die ein studentisches Duell zeigt, und eine studentische Abschiedsszene an einem der damaligen Stadttore Göttingens betitelt Les Adieux gewidmet dem königlich dänischen Konferenzrat F. von Klingenberg. Carl Schubert vermerkte auf der Rückseite der Silhouette Oyes, dass Oye um Michaelis 1778 als Duellant in ein Duell mit einem stud. von Münchhausen verwickelt war und seitens der Universität daraufhin das consilium abeundi erhielt, aber kurz darauf seitens der Universität gemeinsam mit seinem Kontrahenten wieder „rezipiert“, also wieder aufgenommen worden sei.
Nach dem Studium trat er in den dänischen Verwaltungsdienst für die Herzogtümer Schleswig und Holstein ein und verstarb 1797 als Kanzleiassessor und zweiter Gouvernementssekretär beim dänischen Statthalter von Schleswig-Holstein Prinz Karl von Hessen-Kassel als Verwalter des königlichen Anteils in Schleswig. Oye korrespondierte 1788 von Kopenhagen aus mit Christoph Martin Wieland. Biographisch publizierte er über den dänischen Botaniker, Entomologen und Nationalökonomen Johan Zoëga (1742–1788). Zahlreiche weitere Beiträge in Zeitschriften wurden zum Teil unter seiner Chiffre –y– als Pseudonym veröffentlicht.

## Schriften
- mit Friedrich Ekkard: Til det danske Publikum, fra den kiøbenhavnske Korrespondenz for den hamborgske politiske Journal, 1786
- Ueber die einheimischen Wollenmanufacturen, insonderheit der in den Herzogthümern Schleswig und Holstein, Provinzialberichte 1788, Heft 5
- Einige Nachrichten aus dem Leben des verstorbenen Etatsraths J[ohan]. Zoëga, Provinzialberichte 1789, Heft 5, S. 150–176  (Digitalisat, erschien auch in Dänisch in der Minerva 1789 vor Veröffentlichung des deutschen Originals)

## Radierungen

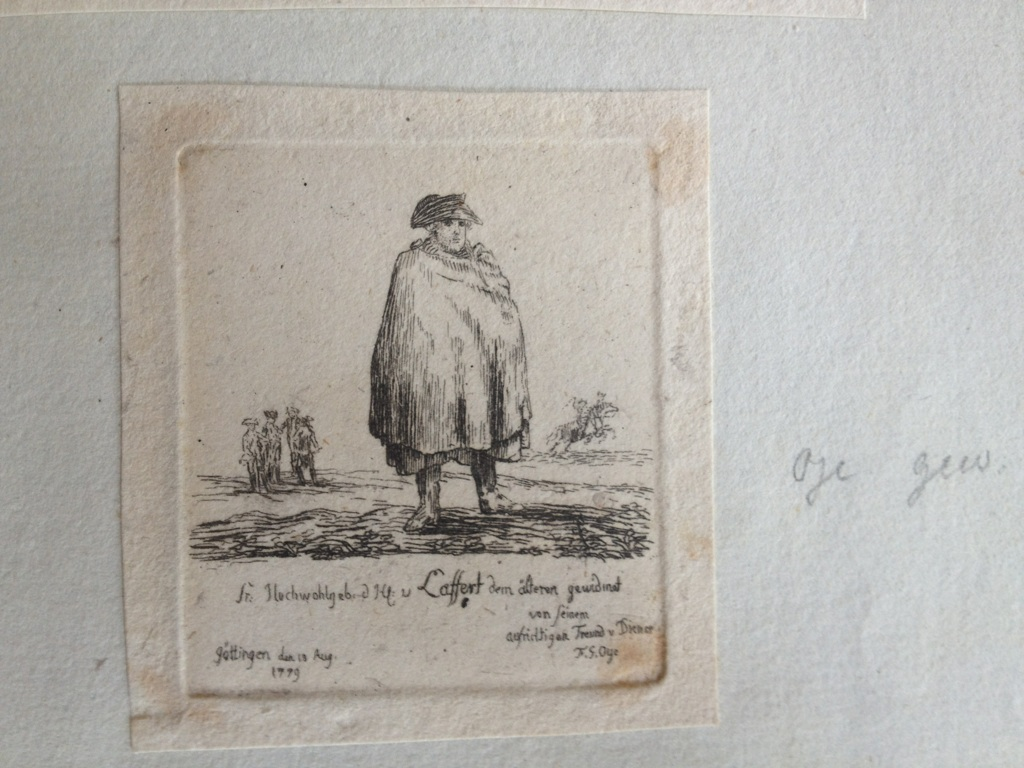
An Ludolph Friedrich von Laffert gewidmetes Blatt (1779)
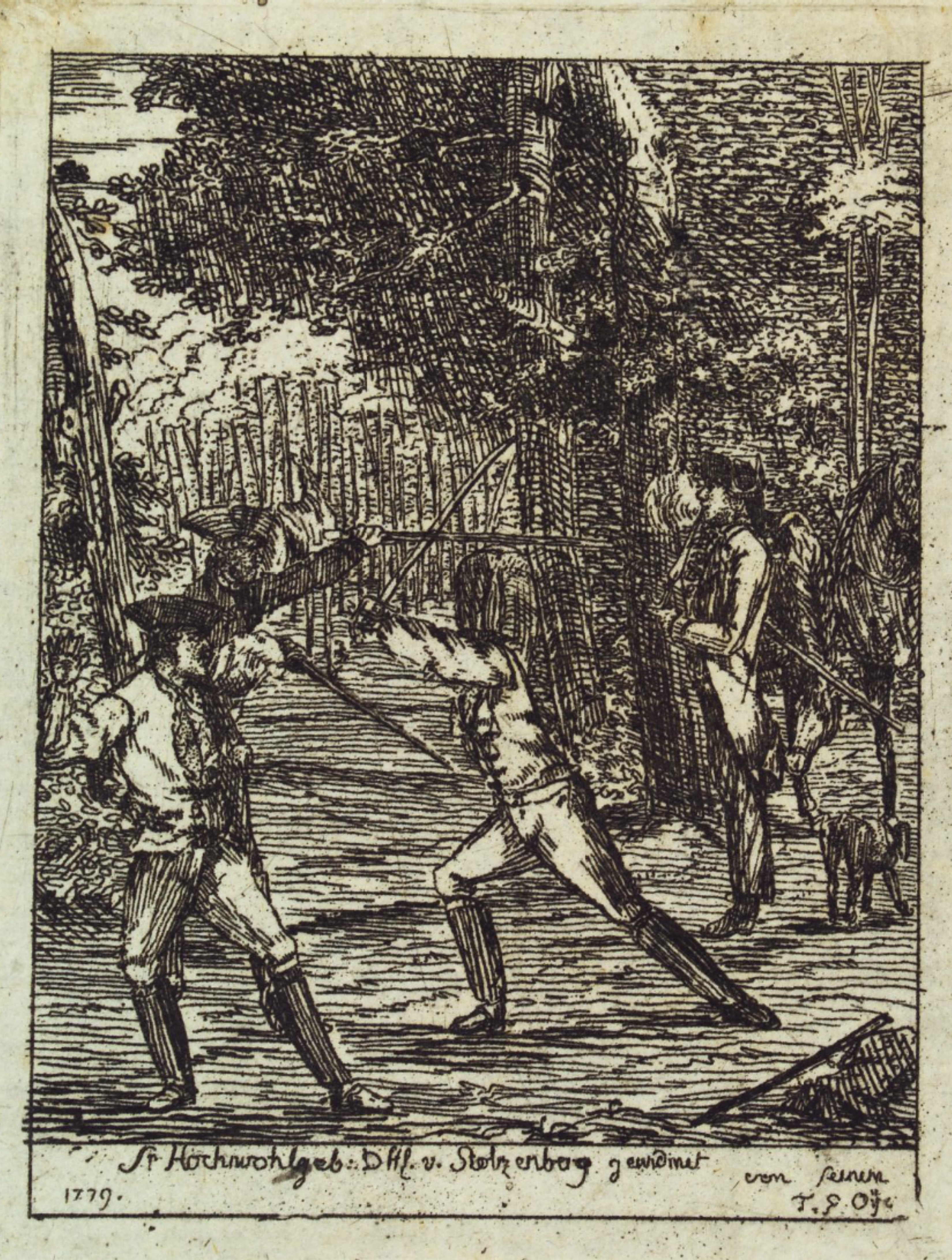
Studentisches Duell in Göttingen (1779)
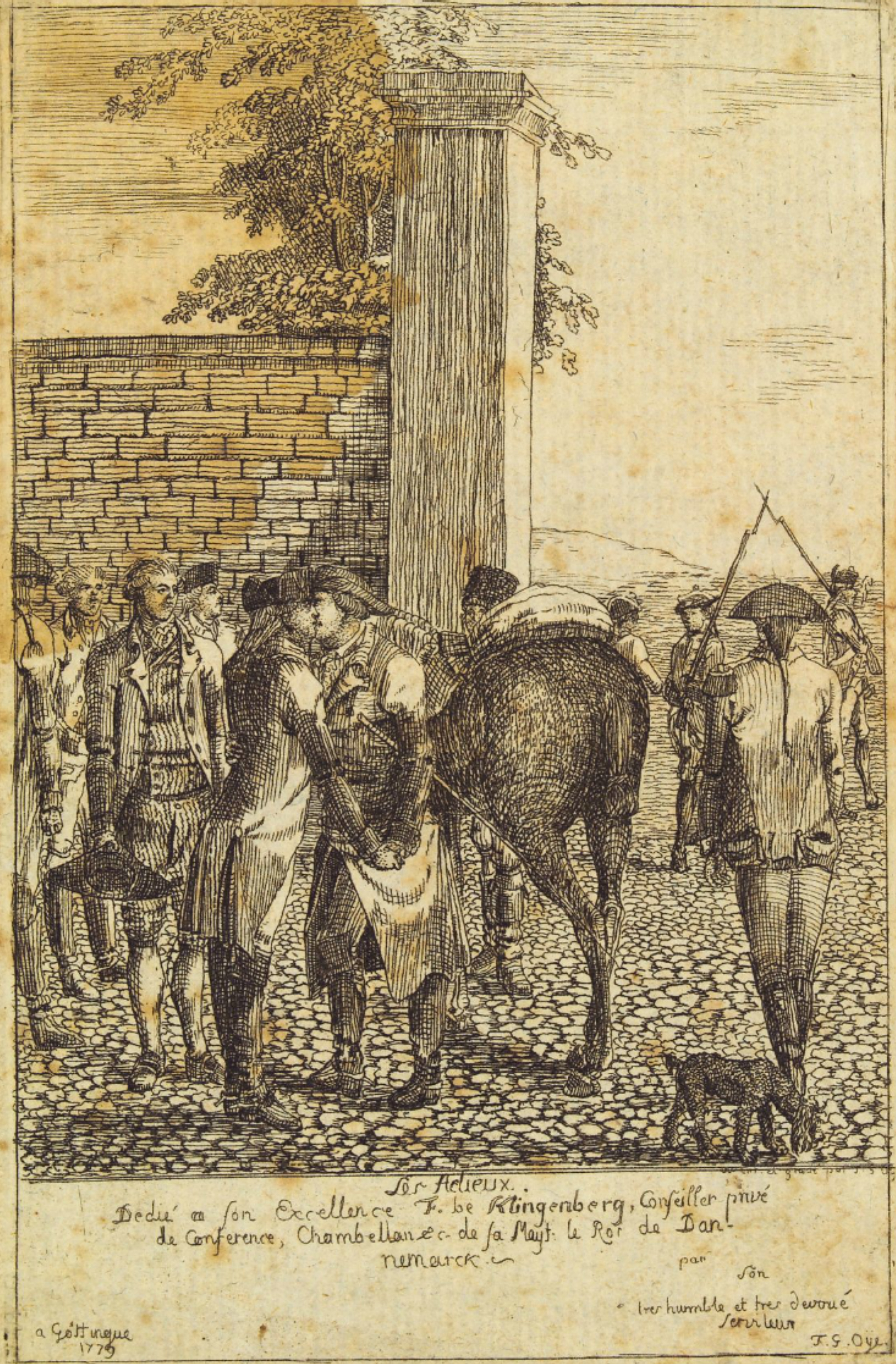
Les Adieux (1779)